# Santa Marta
För andra betydelser, se Santa Marta (olika betydelser).

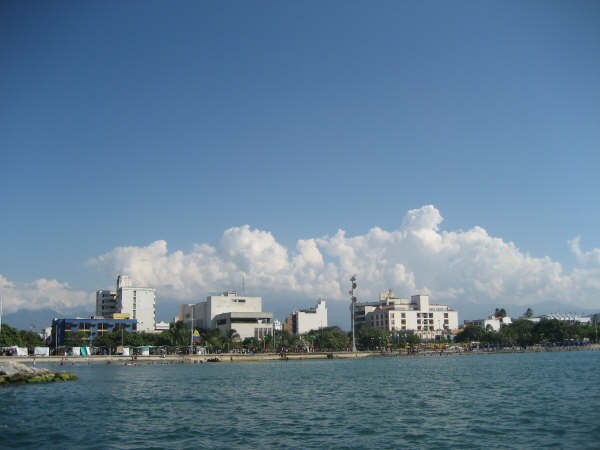
Kustparti vid centrala Santa Marta.

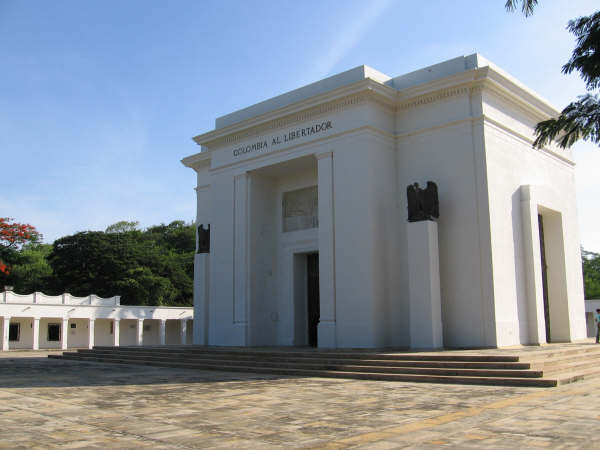
Quinta de San Pedro Alejandrino.

Santa Marta är en stad och kommun vid Karibiska havet i norra Colombia. Den grundades 29 juli 1525 och är den administrativa huvudorten för departementet Magdalena. Staden har cirka 400 000 invånare, med cirka 600 000 invånare i hela storstadsområdet. I söder finns bergskedjan Sierra Nevada de Santa Marta med Colombias högsta berg.

## Historia
Staden grundades av den spanska erövraren Rodrigo de Bastidas som valde platsen på grund av dess skönhet och säkra naturliga hamn. Idag är Santa Marta en viktig hamnstad och knutpunkt för turism, historia och kultur.
Den är den första staden som grundades i Colombia och den andra i Sydamerika.
Simón Bolívar dog vid en ranch som heter Quinta de San Pedro Alejandrino i utkanten av Santa Marta den 17 december 1830.
Det område där Santa Marta ligger var före ankomsten av spanska upptäcktsresanden bebodda av indianer från Tayronakulturen.

## Sevärdheter
- Katedralen, Catedral de Santa Marta, ett nationellt monument, byggdes 1766 och var Simón Bolívars grav fram till 1842.
- La Casa de la Aduana ('Tullhuset') är det äldsta bevarade huset i Amerika och byggdes år 1530. Idag fungerar det som Tayronamuseum.
- Madame Agustines kammare, utmärkande inom den koloniala arkitekturen.
- Mamancana naturreservat, där man har möjlighet att se vilda djur och praktisera extrema sporter som skärmflygning, bergsklättring och canopying.
- Parque Nacional Natural Tayrona ligger cirka 34 kilometer från Santa Marta.
- Pueblito är en av de 200 för-spanska städer som upptäckts nära Sierra Nevada de Santa Marta.
- Quebrada Valencia, ett majestätiskt vattenfall mitt i regnskogen.
- Quinta de San Pedro Alejandrino, byggd på 1700-talet, var Simon Bolivars sista hem, och är i dag ett museum till hans ära.
- Fortet San Fernando byggdes av spanska erövrare för att skydda staden från pirater.
- Taganga fiskeby är känd som ett bra ställe för dykning och har vackra stränder i närheten.

## Stad och storstadsområde
Santa Marta hade 409 480 invånare år 2008, med totalt 435 079 invånare i hela kommunen på en yta av 2 381 km².
Storstadsområdet, Área Metropolitana de Santa Marta, hade totalt 595 636 invånare år 2008 på en yta av 4 136 km². Området inkluderar Santa Marta samt de två kommunerna Ciénaga och Zona Bananera.

## Turism
Las Fiestas del Mar är en festival som firas varje år. Festivalens slogan är "Santa Marta, la magia de tenerlo todo" ("Santa Marta, det magiska med att ha allt").

## Kända personer
- Carlos Valderrama - fotbollsspelare
- Radamel Falcao - fotbollsspelare
- Carlos Vives - musiker